# Marleyia albomaculata
Marleyia albomaculata är en insektsart som beskrevs av William Lucas Distant 1909. Marleyia albomaculata ingår i släktet Marleyia och familjen Ricaniidae. Inga underarter finns listade i Catalogue of Life.